# 逊克农场
逊克农场是一个位于中华人民共和国黑龙江省黑河市逊克县的农场，亦是黑龙江省农垦北安管理局所属的一个农场。
逊克农场始建于1950年代，1968年6月组建沈阳军区黑龙江生产建设兵团，编为第一师第四团，1976年撤销生产建设兵团，改为国营农场（旧称库尔滨农场）。位于小兴安岭北麓，黑龙江畔，与俄罗斯隔江相望。面积2133平方公里，人口2.3万余人。

## 行政区划
逊克农场下辖以下单位：
逊克场直社区、逊克农场第一管理区、逊克农场第二管理区、逊克农场第三管理区、逊克农场第四管理区、逊克农场第五管理区、逊克农场第六管理区、逊克农场第七管理区、逊克农场第八管理区、逊克农场第三十八管理区和逊克农场第五十六管理区。